# Maoritärna
Maoritärna (Chlidonias albostriatus) är en starkt hotad nyzeeländsk fågel i familjen måsfåglar inom ordningen vadarfåglar.

## Utseende och läten
Maoritärnan är med sina 29 centimeter en relativt liten tärna. Den är genomgående grå med svart hätta och vit undersida. I flykten syns den kontrastrerande vita övergumpen. Ben och näbb är starkt orange och stjärten är relativt kort och grunt kluven. Den liknar skäggtärna, men denna har grå övergump. Lätet är ett upprepat "kitt".

## Utbredning och levnadssätt
Fågeln häckar endast på Sydön i Nya Zeeland utmed östra flodbäddar från Marlborough till Southland samt i övre delen av floderna Motueka och Buller i södra Nelson. Vintertid rör den sig ut mot kusten, mestadels från Stewart Island till södra Nordön, där den födosöker inom tio kilometer från strand.

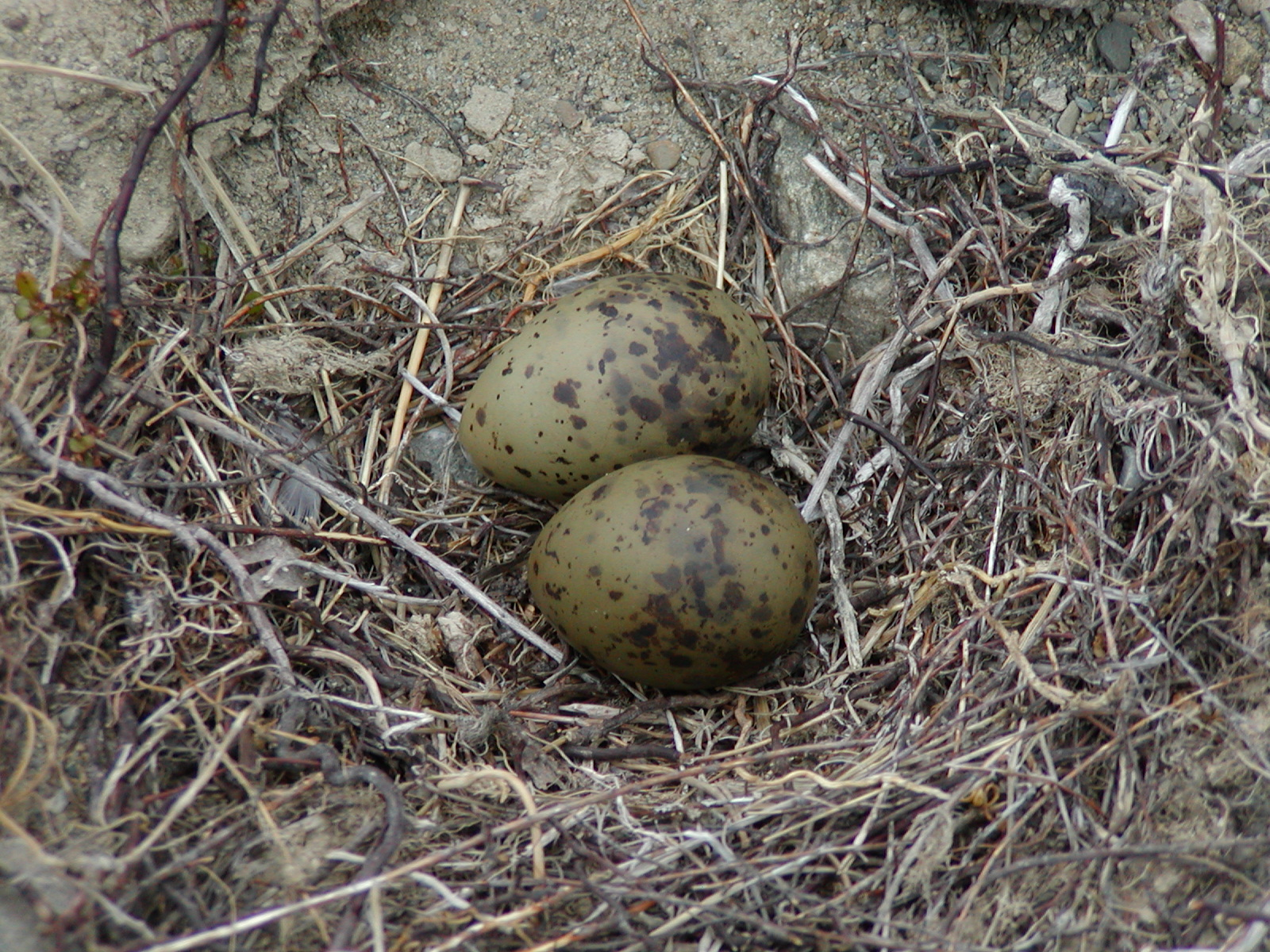
Maoritärnans bo.

Maoritärnan lägger två ägg och ungarna är flygga efter cirka 30 dagar. Fågeln lever av sötvattensinverterbrater och småfisk. Ibland tar den även maskar och andra smådjur i flodernas omgivningar, vilket gett den det nyzeeländska smeknamnet "plogpojke".

## Systematik
Maoritärnorna tillhör släktet träsktärnor, Chlidonias. Den har tidvis betraktats som en underart till skäggtärna. Den behandlas som monotypisk, det vill säga att den inte delas in i några underarter.

## Status och hot
Världspopulationen uppskattas till endast mellan 1000 och 5000 vuxna individer. Den tros minska kraftigt till följd av predation av invasiva men också inhemska arter (katter, mårddjur, brun råtta, igelkott, pungräv, hundar och flöjtkråka) samt påverkan från utbyggnad av vattenkraft. På grund av detta kategoriserar internationella naturvårdsunionen arten sedan 2000 som starkt hotad.

## Namn
På svenska har fågeln även kallats nyzeeländsk flodtärna, nyzeeländsk skäggtärna och Nya Zeelandskäggtärna.